# (8028) Joeengle
(8028) Joeengle est un astéroïde de la ceinture principale.

## Description
(8028) Joeengle est un astéroïde de la ceinture principale. Il fut découvert le 30 août 1991 à Siding Spring par Robert H. McNaught. Il présente une orbite caractérisée par un demi-grand axe de 3,11 UA, une excentricité de 0,21 et une inclinaison de 23,3° par rapport à l'écliptique.

## Compléments